# Baraúna (Rio Grande do Norte)
Localități în Baraúna  este un oraș în Rio Grande do Norte